# Friedberg, Hessen
Friedberg (Hessen) är en stad i det tyska förbundslandet Hessen, cirka 25 kilometer nordöst om Frankfurt am Main, med cirka 31 000 invånare. Staden är huvudort i distriktet Wetteraukreis.

## Stadsbild

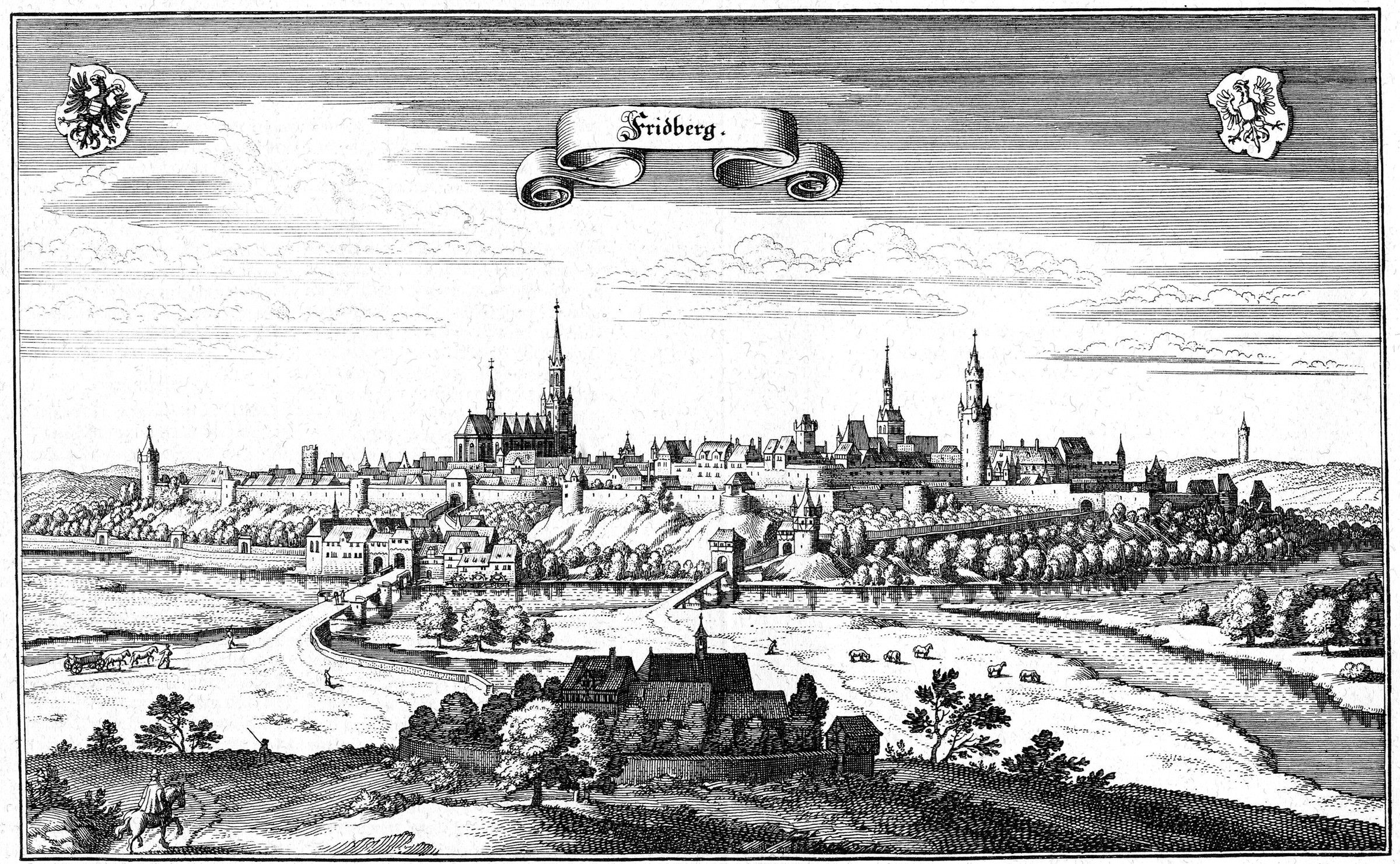
Vy över Friedberg, 1600-talet.

Staden har bland annat livsmedels- och maskinindustri. Den har ett mycket ålderdomligt utseende med många gamla murar och torn. Här finns bland annat en medeltida borg, Burg Friedberg, och en gotisk kyrka byggd mellan 1260 och 1410.

## Historia
Romarna hade en koloni vid Friedberg, och staden var fri riksstad mellan 1252 och 1802. Burg Friedberg var förr i tiden säte för ett mäktigt ridderskap som förvärvade stora besittningar i omgivningarna och ofta låg i fejd med stadens borgare. Ridderskapet upplöstes först 1806.
Den 10 juli 1796, under franska revolutionskrigen, besegrade fransmännen under Jean-Baptiste Jourdan österrikarna under Wilhelm von Wartensleben i ett slag vid Friedberg.